# Amos Bronson Alcott
Amos Bronson Alcott (Wolcott, Connecticut, 29 de novembre de 1799 - 4 de març de 1888, Boston) fou professor a Virgínia, Connecticut, Boston i Germantown (Pennsilvània) amb un sistema pedagògic progressista. Creia en el règim vegetarià i en la preexistència de l'ànima. Lector de Plató, Coleridge i els neoplatònics que li fan considerar el món “ la visionària creació de l'ànima caiguda de l'home” i va seguir amb un idealisme transcendental. El 1834 va fundar l'escola a Boston, però el seu sistema d'ensenyament va crear hostilitat i es va veure obligat a tancar. El 1830 es casa amb Abby May amb qui té nombrosos fills a Concord (Massachusetts). El 1844 crea la Comunitat utopista Fruitlands, situada a 48 quilòmetres al sur de Boston, però la poca experiència en el cultiu, els deutes i les tensions familiars van fer renunciar al projecte. Per un curt temps es desplaça amb la família a Still Silver, un poble dins de la zona de la Universitat Harvard i finalment tornen a Concord a la casa anomenada “The Hillside”. La seva segona filla Louisa May Alcott comença a escriure seriosament i té els seus fruits que portarà la prosperitat familiar gràcies a la seva novel·la Little Women (Donetes). El 1853 Amos Bronson Alcott va viatjar per Amèrica fent conferències. Va ser Delegat provincial de l'ensenyament de Concord i el 1859 introdueix el cant, el gimnàs i la fisiologia en els programes de l'escola i organitza un cercle per a pares i professors. Va deixar escrits de tots aquests nous sistemes d'aplicació a l'ensenyament. Durant el 1879-1882 fa classes de transcendentalisme a l'escola d'estiu de Concord de filosofia i literatura. Les seves obres més destacades són The Doctrine and Discipline of Human Culture (Doctrina i Disciplina de la cultura) de 1836; Concord Days (Dies a Concord) de 1872; Table Talk (Converses a la taula) de 1877; New Connecticut (1881) i una autobiografia.